# Olšany (kraj ołomuniecki)
Olšany (niem. Olleschau) – gmina w Czechach, w powiecie Šumperk, w kraju ołomunieckim. Według danych z dnia 1 stycznia 2012 liczyła 1118 mieszkańców.
Dzieli się na dwie części:
- Olšany
- Klášterec

Zobacz też:
- Olšany